# Budowlani Lubsko
Budowlani Lubsko – polski klub piłkarski z siedzibą w Lubsku, powstały w 1948 roku. W sezonie 2024/2025 występuje w rozgrywkach klasy okręgowej, gr. Zielona Góra.

## Sukcesy
- finalista Pucharu Polski POZPN - 1950[3]
- 14. miejsce w III lidze – 1979/1980
- I runda Pucharu Polski 1979/80: Budowlani Lubsko 1:1 Arkonia Szczecin k. 4:3
- II runda Pucharu Polski 1979/1980: Budowlani Lubsko 0:2 Gwardia Koszalin
- finalista Pucharu Polski OZPN Zielona Góra – 1978/1979, 1985/1986, 1989/1990, 1991/1992

## Sezon po sezonie
- 1979/80 – III liga, grupa: VI – 14. miejsce
- 2001/02 – Liga okręgowa, grupa: Zielona Góra – 1. miejsce
- 2002/03 – IV liga, grupa: lubuska – 14. miejsce
- 2003/04 – IV liga, grupa: lubuska – 16. miejsce
- 2004/05 – Liga okręgowa, grupa: Zielona Góra – 1. miejsce
- 2005/06 – IV liga, grupa: lubuska – 18. miejsce
- 2006/07 – Klasa okręgowa, grupa: Zielona Góra – 6. miejsce
- 2007/08 – Klasa okręgowa, grupa: Zielona Góra – 12. miejsce
- 2008/09 – Klasa okręgowa, grupa: Zielona Góra – 5. miejsce
- 2009/10 – Klasa okręgowa, grupa: Zielona Góra – 8. miejsce
- 2010/11 – Klasa okręgowa, grupa: Zielona Góra – 8. miejsce
- 2011/12 – Klasa okręgowa, grupa: Zielona Góra – 8. miejsce
- 2012/13 – Klasa okręgowa, grupa: Zielona Góra – 2. miejsce  [1]
- 2013/14 – IV liga, grupa: lubuska – 4. miejsce
- 2014/15 – IV liga, grupa: lubuska – 3. miejsce
- 2015/16 – III liga, grupa: dolnośląsko-lubuska – 16. miejsce
- 2016/17 – IV liga, grupa: lubuska – 15. miejsce
- 2017/18 – IV liga, grupa: lubuska – 15. miejsce
- 2018/19 – Klasa okręgowa, grupa: Zielona Góra – 7. miejsce
- 2019/20 – Klasa okręgowa, grupa: Zielona Góra – 11. miejsce
- 2020/21 – Klasa okręgowa, grupa: Zielona Góra – 4. miejsce
- 2021/22 – Klasa okręgowa, grupa: Zielona Góra – 2. miejsce
- 2022/23 – IV liga, grupa: lubuska - 18. miejsce
- 2023/24 – Klasa okręgowa, grupa: Zielona Góra – 11. miejsce
- 2024/25 – Klasa okręgowa, grupa: Zielona Góra – 9. miejsce